# Harald Bergsdorf
Harald Bergsdorf (* 1966 in Bonn) ist ein deutscher Politikwissenschaftler mit Schwerpunkt Extremismusforschung.

## Leben
Harald Bergsdorf ist der Sohn des Politikwissenschaftlers Wolfgang Bergsdorf.
Er studierte von 1988 bis 1992 Politikwissenschaft, Neuere Geschichte und Romanistik/Italianistik an der Rheinischen Friedrich-Wilhelms-Universität Bonn, der Albert-Ludwigs-Universität Freiburg und 1993 mit einem DAAD-Stipendium an der Sorbonne in Paris. Von 1994 bis 1998 war er wissenschaftlicher Mitarbeiter im Deutschen Bundestag. 2000 wurde er bei Wolfgang Jäger an der Universität Freiburg im Breisgau mit der politikwissenschaftlichen Dissertation Ungleiche Geschwister. Die deutschen Republikaner (REP) im Vergleich zur französischen Front National (FN) zum Dr. phil. promoviert.
Bergsdorf, Mitglied der CDU, war bis 2005 Referent im Thüringer Innenministerium in Erfurt und danach Grundsatzreferent der CDU-Fraktion im Landtag von NRW in Düsseldorf. Im Anschluss war er bis 2011 Leiter der „Landeskoordinierungsstelle gegen Rechtsextremismus“ in der Landeszentrale für politische Bildung Nordrhein-Westfalen in Düsseldorf.
Daneben war er Lehrbeauftragter für Politikwissenschaft an der Friedrich-Schiller-Universität Jena (2005) und der Rheinischen Friedrich-Wilhelms-Universität Bonn (2007). Seine Publikationen beschäftigen sich schwerpunktmäßig mit rechts- und linksextremen Parteien. Er veröffentlichte mehrere Bücher (u. a. eines mit Rudolf van Hüllen), Beiträge und Aufsätze u. a. in der Zeitschrift für Politik, in der Zeitschrift für Parlamentsfragen, in der Zeitschrift Totalitarismus und Demokratie und im Jahrbuch Extremismus & Demokratie.

## Werk und Rezeption
Astrid Geisler bemerkte in der taz zu Bergsdorfs 2007 erschienenem Buch Die neue NPD. Antidemokraten im Aufwind, es sei „mager“ und „dünn“. Bedauerlich sei auch, dass der Extremismusforscher die Ergebnisse einer Studie der Friedrich-Ebert-Stiftung ignoriere, nach der die „meisten Deutschen mit rechtsextremem Weltbild mit Abstand [...] immer noch CDU/CSU oder SPD“ wählten. Für Sebastian Rehse ist Bergsdorf in dessen Kritik in der Zeitschrift für Parlamentsfragen hingegen um „begriffliche Klarheit“ bemüht. Er unternehme bewusst den Versuch, „den Extremismusbegriff frei von ideologischen Schlag zu fassen“. Außerdem unterscheide Bergsdorf lobenswerterweise zwischen „Extremismus und Populismus“. Er biete einen „allgemeinen Einstieg“ für das „akademische Publikum“ in die Materie und überzeuge mit einer „unaufgeregte[n] und analytische[n] Art“. Allerdings mangle es an der Begründung der Inhalte. Bedauerlicherweise entstehe der Eindruck, als sei der „Versuch eines kurzen, aber thematisch [...] allumfassenden Rundumschlags unternommen“ worden.
2008 veröffentlichte Bergsdorf Die neue Linke. Partei zwischen Kontinuität und Kurswechsel. Johannes Mehlitz, der das Buch in der Zeitschrift für Politik besprach, bezeichnete es als „kompakte, gut lesbare Analyse der“ Partei. Sie sei sowohl für Wissenschaftler als auch für Laien geeignet. Bergsdorf nähere sich der Materie mit einem „distanzierten Blick“. Das Buch helfe, ein „Informationsdefizit zu beheben und einer verzerrten öffentlichen Wahrnehmung gezielt entgegenzusteuern“. Jacqueline Boysen verwies hingegen im Deutschlandfunk darauf, dass der Autor, wiewohl auch „Grundsatzreferent in der Landtagsfraktion der nordrheinwestfälischen CDU und im Büro des Thüringer Innenministers“, mit seiner Schrift über die Partei Die Linke „bedauerlicherweise die Vielschichtigkeit der ‚Linken‘ nicht erfasst“ habe. Bisweilen lese sich die „blutleere“ Arbeit „schlicht peinlich“. Der Autor, der „mit seinem Handwerkszeug als Extremismusforscher der ‚Linken‘ beizukommen“ versuche und „seitenlange Schleifen über die Sinnhaftigkeit des systematischen Vergleichs von rechts- und linksextremen Strömungen“ produziert habe, zeige „Schaum vor dem Mund“. Er vermittle ein unterkomplexes Bild seines Gegenstands.
In dem 2011 gemeinsam mit Rudolf van Hüllen verfassten Buch Linksextrem – Deutschlands unterschätzte Gefahr? befasste sich Bergsdorf genereller mit dem linken Rand des politischen Spektrums in Deutschland, wobei allerdings wieder ein bedeutender Teil des Werkes der Partei Die Linke gewidmet war. Das Buch wurde kontrovers aufgenommen. Die Kleinpartei MLPD reichte eine Unterlassungsklage zu sie betreffenden Aussagen in dem Buch ein, mit der die Kläger teilweise erfolgreich waren.

## Schriften (Auswahl)
- Ungleiche Geschwister. Die deutschen Republikaner (REP) im Vergleich zur französischen Front National (FN) (= Europäische Hochschulschriften / 31). Lang, Frankfurt am Main 2000, ISBN 3-631-36824-0
- Die neue NPD. Antidemokraten im Aufwind. Olzog, München 2007, ISBN 978-3-7892-8228-7
- Die neue „Linke“. Partei zwischen Kontinuität und Kurswechsel. Bouvier, Bonn 2008, ISBN 978-3-416-03181-3
- Fakten statt Legenden. Argumentationshilfen gegen die „Linke“ Lafontaines und Gysis. Bouvier, Bonn 2009, ISBN 978-3-416-03246-9.
- Fakten statt Fälschungen. Argumente gegen rechtsextreme Parolen. Olzog Verlag, München 2010, ISBN 978-3-7892-8274-4
- Die Kultur der Freiheit argumentativ verteidigen. Liberale Gesellschaft gegen Rechtsextremismus und andere Freiheitsfeinde (= PositionLiberal, 91). Liberales Institut, Potsdam 2010
- mit Rudolf van Hüllen: Linksextrem – Deutschlands unterschätzte Gefahr? Zwischen Brandanschlag und Bundestagsmandat. Schöningh, Paderborn [u. a.] 2011, ISBN 978-3-506-77242-8